# Фусер
Фусер (фр. Fousseret) насеље је и општина у јужној Француској у региону Миди Пирене, у департману Горња Гарона која припада префектури Мире.
По подацима из 2011. године у општини је живело 1755 становника, а густина насељености је износила 45,81 становника/km². Општина се простире на површини од 38,31 km². Налази се на средњој надморској висини од 320 метара (максималној 372 m, а минималној 238 m).

## Демографија
| 1962. | 1968. | 1975. | 1982. | 1990. | 1999. | 2011. |
| ----- | ----- | ----- | ----- | ----- | ----- | ----- |
| 1.410 | 1.460 | 1.412 | 1.375 | 1.370 | 1.434 | 1.755 |

График промене броја становника у току последњих година